# Peulanteu Sp
Peulanteu Sp is een bestuurslaag in het regentschap Aceh Barat van de provincie Atjeh, Indonesië. Peulanteu Sp telt 620 inwoners (volkstelling 2010).